# Afanasi Shilin
Afanasi Petróvich Shilin (en ruso: Афана́сий Петро́вич Ши́лин; Petropavlovka, 1 de septiembre de 1924 – Moscú, 22 de mayo de 1982) fue un oficial militar soviético de artillería que combatió durante la Segunda Guerra Mundial, donde fue galardonado dos veces con el título de Héroe de la Unión Soviética por sus acciones en la batalla del Dniéper y la ofensiva del Vístula-Óder.

## Biografía

### Infancia y juventud
Afanasi Shilin nació el 1 de septiembre de 1924 en el seno de una familia rusa de clase trabajadora en la pequeña localidad rural de Petropavlovka en la gobernación de Sarátov —en esa época parte del imperio ruso, actualmente ubicada en el óblast de Sarátov en Rusia—. Tras graduarse en la escuela secundaria, trabajó en una mina en Léninsk-Kuznetski. Cuando la Alemania nazi invadió la Unión Soviética en junio de 1941, solicitó unirse al Ejército Rojo, pero inicialmente su solicitud fue rechazada por ser demasiado joven.

### Segunda Guerra Mundial
Tras ser reclutado en el Ejército Rojo en 1942, asistió a la 2.ª Escuela de Artillería de Tomsk, en la que se graduó en 1943 a la edad de 19 años. A su llegada al Frente Suroeste en junio de 1943 como teniente y comandante de pelotón en el 132.º Regimiento de Artillería de la Guardia de la 60.ª División de Fusileros de la Guardia, participó en batallas para expulsar a las tropas del Eje de los territorios soviéticos.
Cruzó el Dniéper la noche del 27 de octubre de 1943 para establecer una cabeza de puente en Jórtitsia, matando a siete soldados enemigos en una trinchera con granadas de mano y fuego de ametralladora. Al amanecer, cuando comenzó el contraataque alemán, sufrió un intenso fuego de artillería que finalmente inutilizó su radio, pero cruzó el río para buscar una nueva. En un solo día, la posición fue atacada por bombarderos enemigos, que la atacaron en trece ocasiones, y Shilin recibió disparos, pero lograron mantener la cabeza de puente hasta la llegada de refuerzos. Por su participación en la batalla del Dniéper, fue condecorado con el título de Héroe de la Unión Soviética el 22 de febrero de 1944.
Posteriormente, fue ascendido a jefe de inteligencia del regimiento, puesto en el que fue reconocido por su valentía en la Ofensiva del Vístula-Óder. Se retiró del combate durante la batalla por la cabeza de puente de Magnushevskom tras resultar gravemente herido en el pecho después de lanzar granadas a una tronera el 15 de enero de 1945. Durante el resto de la guerra estuvo hospitalizado, pero volvió a ser condecorado con el título de Héroe de la Unión Soviética el 24 de marzo de 1945.

### Posguerra
Tras la guerra, permaneció en el ejército, graduándose en la Escuela Superior de Oficiales de Artillería en 1946, en la Academia Dzershinski en 1952 y en la Academia Militar del Estado Mayor de las Fuerzas Armadas de la URSS en 1966. Ascendió a teniente general en 1975. Durante su carrera, comandó una brigada de misiles, la 10.ª División de Misiles de la Guardia, fue subcomandante del 27.º Ejército de Misiles de la Guardia y asumió el puesto de vicepresidente del comité central de la DOSAAF en 1976.

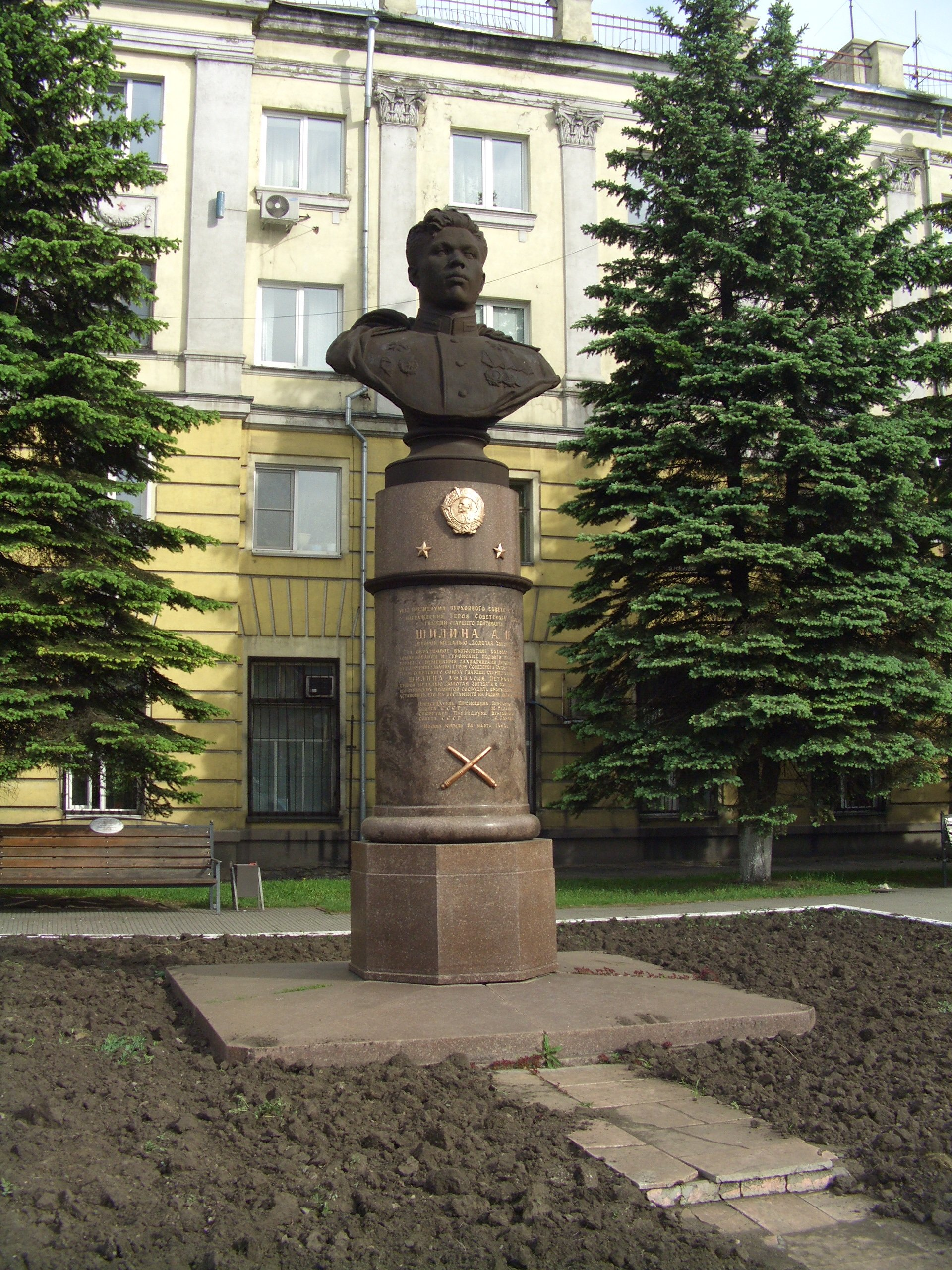
Busto de Afanasi Shilin en la plaza de la Victoria en Léninsk-Kuznetski, óblast de Kémerovo (Rusia)

Shilin falleció el 22 de mayo de 1982 en Moscú y fue enterrado en el cementerio de Kúntsevo.

## Condecoraciones
A lo largo de su carrera militar, Afanasi Shilin recibió las siguientes condecoraciones:
|  | Héroe de la Unión Soviética (22 de febrero de 1944 y 24 de marzo de 1945);                      |
|  | Orden de Lenin (22 de febrero de 1944)                                                          |
|  | Orden de la Bandera Roja (1943)                                                                 |
|  | Orden de la Guerra Patria de 2.do grado (1943)                                                  |
|  | Orden de la Bandera Roja del Trabajo (1969)                                                     |
|  | Orden del Servicio a la Patria en las Fuerzas Armadas de la URSS de 3.er grado (1977)           |
|  | Medalla por el Servicio de Combate                                                              |
|  | Medalla Conmemorativa por el Centenario del Natalicio de Lenin «Al valor militar»               |
|  | Medalla por el Coraje en un Incendio                                                            |
|  | Medalla por la Victoria sobre Alemania en la Gran Guerra Patria 1941-1945 (1945)                |
|  | Medalla Conmemorativa del 20.º Aniversario de la Victoria en la Gran Guerra Patria de 1941-1945 |
|  | Medalla Conmemorativa del 30.º Aniversario de la Victoria en la Gran Guerra Patria de 1941-1945 |
|  | Medalla de Veterano de las Fuerzas Armadas de la URSS                                           |
|  | Medalla del 30.º Aniversario de las Fuerzas Armadas de la URSS                                  |
|  | Medalla del 40.º Aniversario de las Fuerzas Armadas de la URSS                                  |
|  | Medalla del 50.º Aniversario de las Fuerzas Armadas de la URSS                                  |
|  | Medalla del 60.º Aniversario de las Fuerzas Armadas de la URSS                                  |
|  | Medalla por Servicio Impecable de 1.er grado                                                    |
|  | Medalla por Servicio Impecable de 2.do grado                                                    |
|  | Orden de la República Popular de Bulgaria                                                       |